# Catherine Henriette d’Angennes

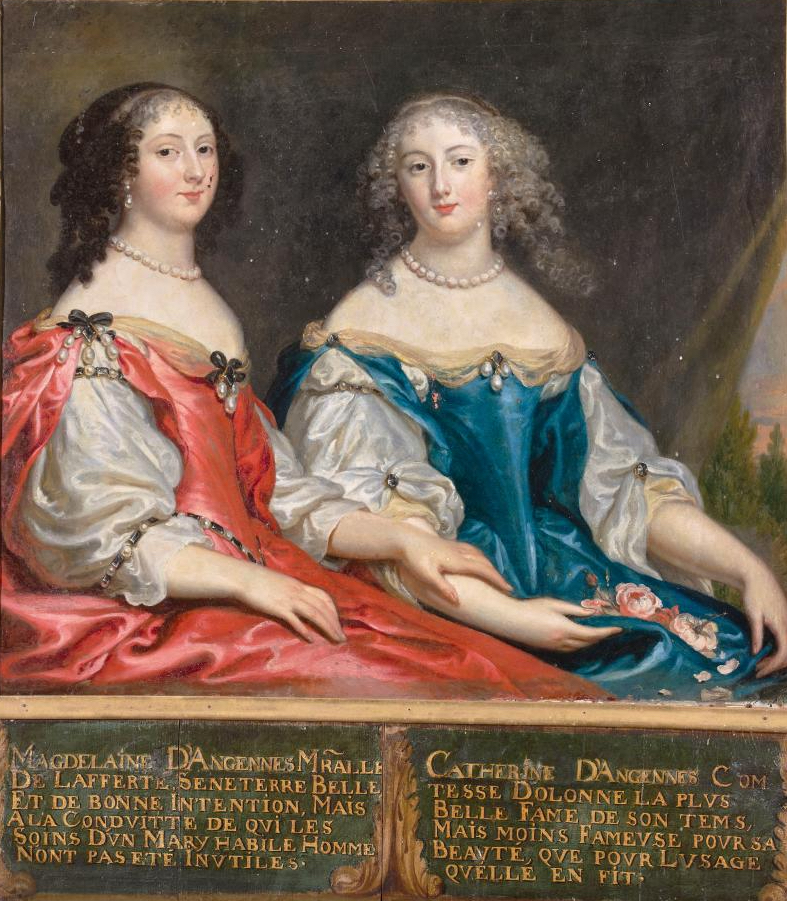
Madeleine (links) und Catherine Henriette d’Angennes (rechts), Anonym, 17. Jahrhundert, Schloss Bussy-Rabutin, unter dem Porträt ist zu lesen:

Catherine Henriette d’Angennes de La Loupe (~ 18. Juni 1634; † 13. Juni 1714 in Paris) war eine französische Kurtisane; sie war mit Louis de La Trémoille, Comte d’Olonne verheiratet und daher als Comtesse d’Olonne bekannt.
Das Doppelporträt, das sie gemeinsam mit ihrer Schwester Madeleine zeigt, und das in der Tour dorée des Schlosses Bussy-Rabutin hängt, trägt für sie die Unterschrift: „die schönste Frau ihrer Zeit, aber weniger berühmt für ihre Schönheit als den Gebrauch, den sie davon machte“. Für Madame de Sevigné gehörten sie und ihre Schwester Madeleine „zu den galantesten Frauen dieser Zeit“.

## Leben
Catherine Henriette ist die dritte und jüngste Tochter von Charles d’Angennes († 1660), Seigneur de La Loupe, Baron d’Ambreville, und Marie du Raynier († 1679), Ihre beiden älteren Schwestern sind Madeleine (1629–1714), die 1655 den Marschall Henri de La Ferté-Senneterre (1599–1681) heiratete, und Françoise-Marie (* 1633, wohl † jung). Aus der ersten Ehe ihrer Mutter mit Étienne de Vallée hatte sie eine Halbschwester, Louise de Vallée († 1694), die 1636 Thomas de Montmorency, Baron de La Faigne, heiratete.
Im Frühjahr 1650 verließen Madeleine und Charlotte Henriette das Elternhaus und ließen sich in der Rue Férou (heute 6. Arrondissement) in dem Hôtel particulier nieder, dass ihre Mutter von Madame de Sévigné gemietet hatte. Catherine Henriette frequentierte bald das Hôtel de Rambouillet der Catherine de Vivonne, Marquise de Rambouillet. Am 1. März 1652 wurde sie mit Louis de La Trémoille (1626–1686) verheiratet, kam durch die Ehe in Kontakt zu François III. d’Harcourt, Marquis de Beuvron (1627–1705), Louis Charles de Nogaret de Foix (1627–1658), den Intendant des Finances Jacques Paget, den Trésorier de l’Épargne Nicolas Jeannin de Castille, den Abbé Basile Fouquet (1622–1680), Gaston-Jean-Baptiste de Roquelaure, Louis Roger Brûlart de Sillery (1619–1691), Armand de Gramont (1637–1673) und François VII. de La Rochefoucauld (1634–1714), bevor dieser 1659 Jeanne Charlotte de Plessis Liancourt heiratete. Ihr Ehemann wurde bald zum Gespött. 1661 wurde die Gütertrennung vereinbart, dann die Trennung des Ehepaares, wodurch Catherine Henriette die Verfügung über ihre Güter in der Normandie zurückerhielt, die zu ihrer Aussteuer gehörten, vor allem die Herrschaften Canteloup und Saint-Pierre-du-Jonquet, die sie dann selbst verwaltete.
Roger de Bussy-Rabutin schreibt über sie: „Madame d’Olonne hatte einen lebhaften und angenehmen Verstand, als sie frei war, sie war unaufrichtig, unausgeglichen, leichtsinnig, nicht boshaft. Sie liebte Vergnügen bis zur Ausschweifung, und selbst in ihren geringsten Vergnügen war Hemmungslosigkeit. Ihre Schönheit ebenso wie ihr Besitz, obwohl er nur mittelmäßig war, zwang Monsieur d’Olonne, sie in der Ehe zu suchen; diese Suche dauerte nicht lange. Monsieur d’Olonne, ein Mann von Qualität und großem Reichtum, wurde von Madame d’Olonnes Mutter angenehm aufgenommen und hatte keine Zeit, nach Reizen zu seufzen, die seit zwei Jahren die Wünsche des ganzen Hofes waren. Nachdem diese Ehe geschlossen war, zogen sich die Liebenden, die verheiratet sein wollten, zurück und es kamen andere, die nur lieben wollten.“
Saint-Simon schreibt: „Madame d’Olonne war die Witwe eines jüngeren Sohnes aus dem Haus La Trémoille, der sein ganzes Leben mit Glücksspiel und Ausschweifungen verbrachte. Die beiden Schwestern waren d’Angennes, einem jüngeren Zweig, der mit ihnen ausstarb. Ihre Schönheit und der Überfluss ihres Lebens brachten großes Gerede. Keine Frau, selbst die wegen Galanterie am meisten verschriene, wagte es, sie zu sehen oder irgendwo mit ihnen zu erscheinen ... Als sie alt waren und niemand sie mehr wollte, versuchten sie, fromm zu werden.“